# ソールラン
| ソールランの宗教 | ソールランの宗教 | ソールランの宗教 | ソールランの宗教 | ソールランの宗教 |
| ---------------- | ---------------- | ---------------- | ---------------- | ---------------- |
| 宗教             |                  |                  | 割合             |                  |
| キリスト教       | キリスト教       |                  | 86.41%           | 86.41%           |
| イスラーム       | イスラーム       |                  | 1.08%            | 1.08%            |
| 仏教             | 仏教             |                  | 0.30%            | 0.30%            |
| その他           | その他           |                  | 12.21%           | 12.21%           |

ソールラン（ノルウェー語: Sørlandet）は、ノルウェー南部のスカゲラク海峡沿岸を指す地方区分。かつてはヴェスト・アグデル県とアウスト・アグデル県の二県を含めていたが、2020年1月1日に両県が合併しアグデル県となった。そのため現在ではアグデル県と同一視される。総面積は1万6493平方キロメートル。

## 概念
国土のこの部分をひとつの地方とする考え方は、1902年に郷土史家のヴィルヘルム・クラーグによって提唱された。これ以前は、ヴェストラン（西部）の一部とみなされていた。ソールランは、古代のアグデル王国の版図に相当する。アグデル大学の名はこれに由来する。ローガラン県やテレマルク県の一部をソールランに加えることもある。
一般的・文化的には、スカゲラク海峡に臨む沿岸部ととらえられているため、内陸部の山あいは含まれない。
中世、アグデル地方の東端は Rygjarbit（現在のリソル付近）であった。

## 沿岸部
二県は人口の8割が、温暖で豊かな漁場にアクセスしやすく、交通の便もよい沿岸部に集中している。以下に沿岸部の主な町を、西から東へ挙げる。
- フレッケフィヨール (Flekkefjord)
- ファーシュン (Farsund)
- マンダール (Mandal)
- クリスチャンサン (Kristiansand)
- リレサン (Lillesand)
- グリムスタ (Grimstad)
- アーレンダール (Arendal)
- トヴェデストラン (Tvedestrand)
- リソル (Risør)

## 内陸部
内陸部では、林業や農業、観光業が基幹産業である。オーセラルのボルテリードや、セテスダール渓谷のホフデンのような人気のスキーリゾート地もある。

## ギャラリー

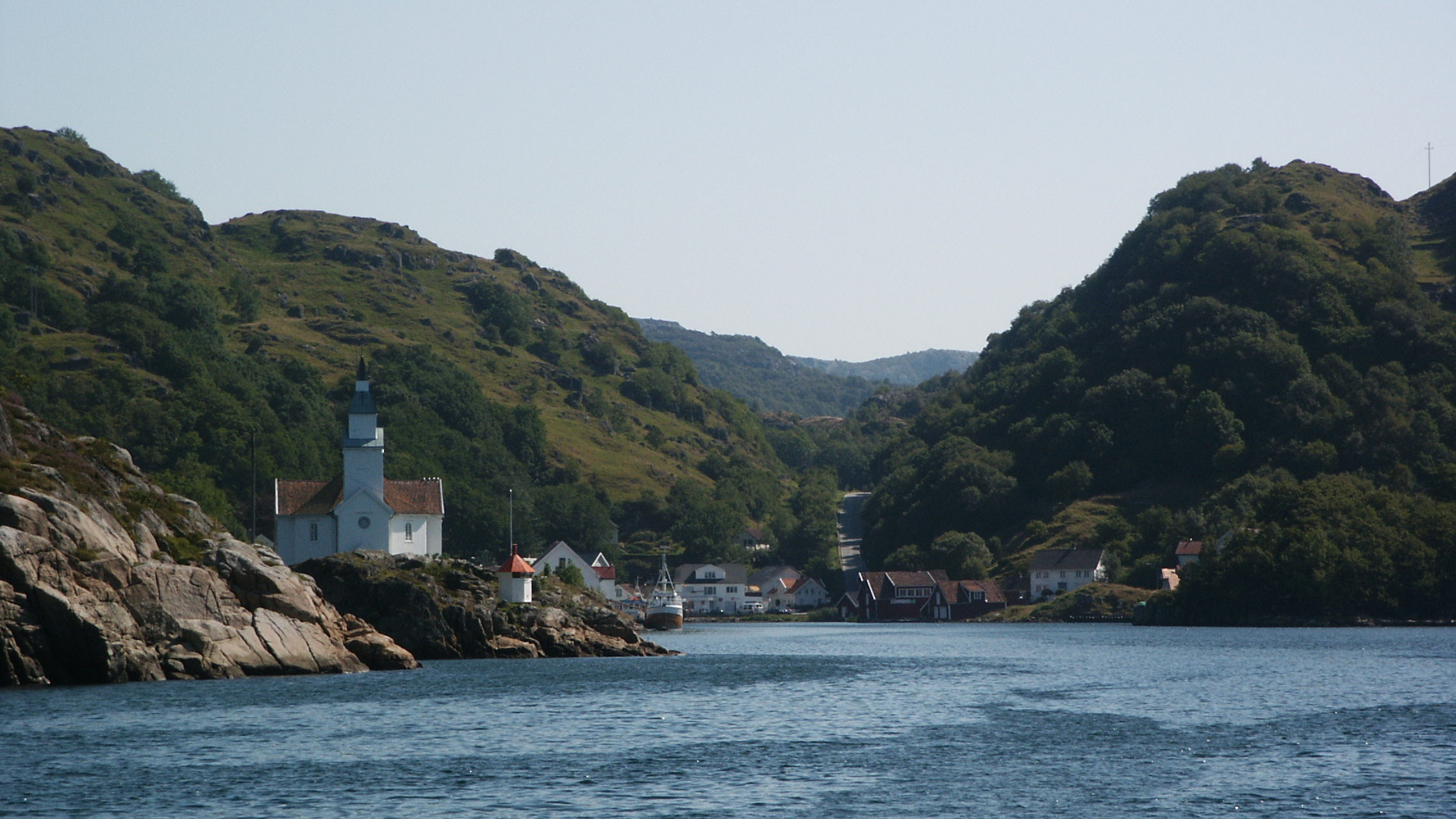
ヒドラ港のキルケハウン
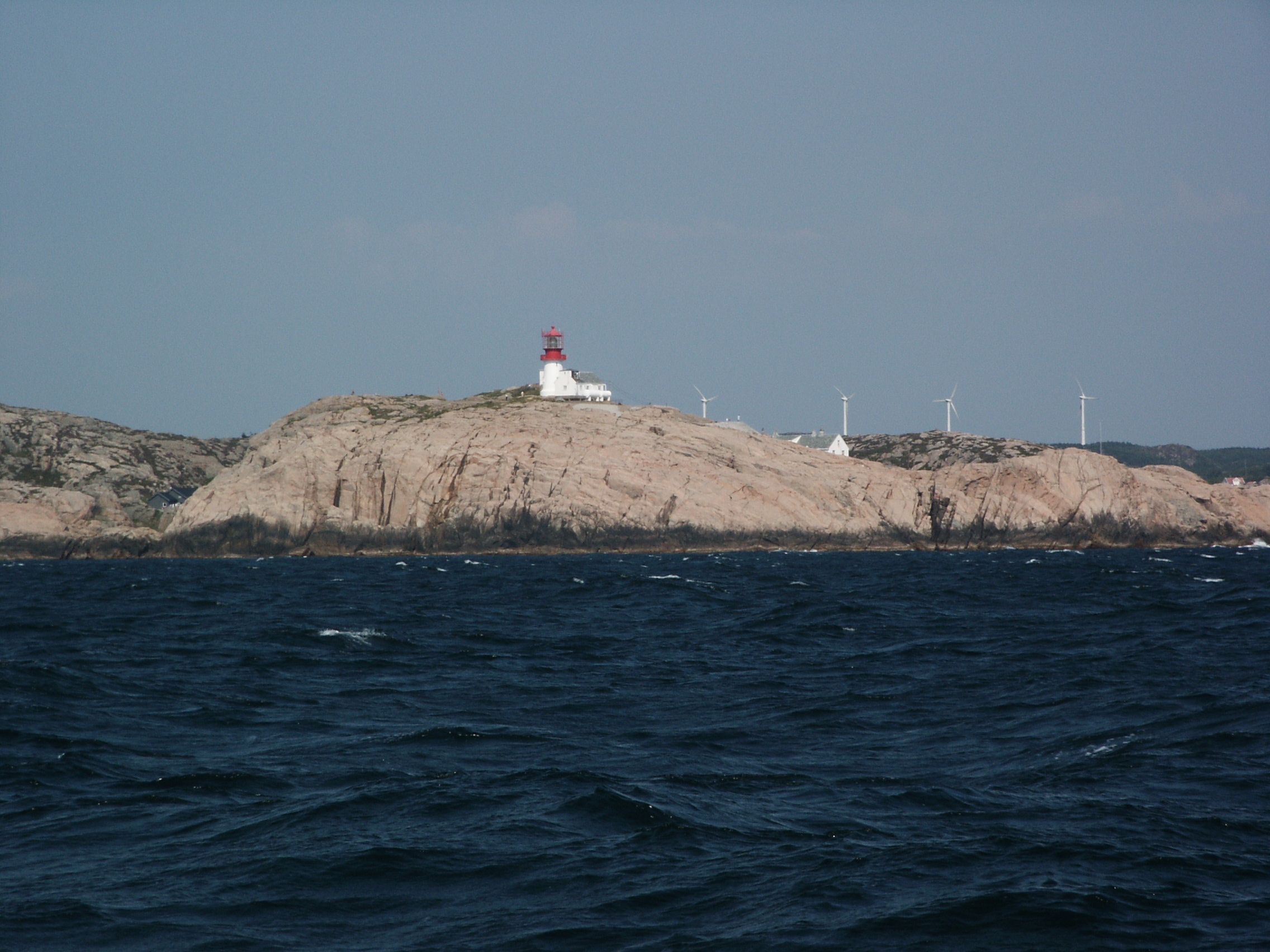
リンデスネス岬の灯台
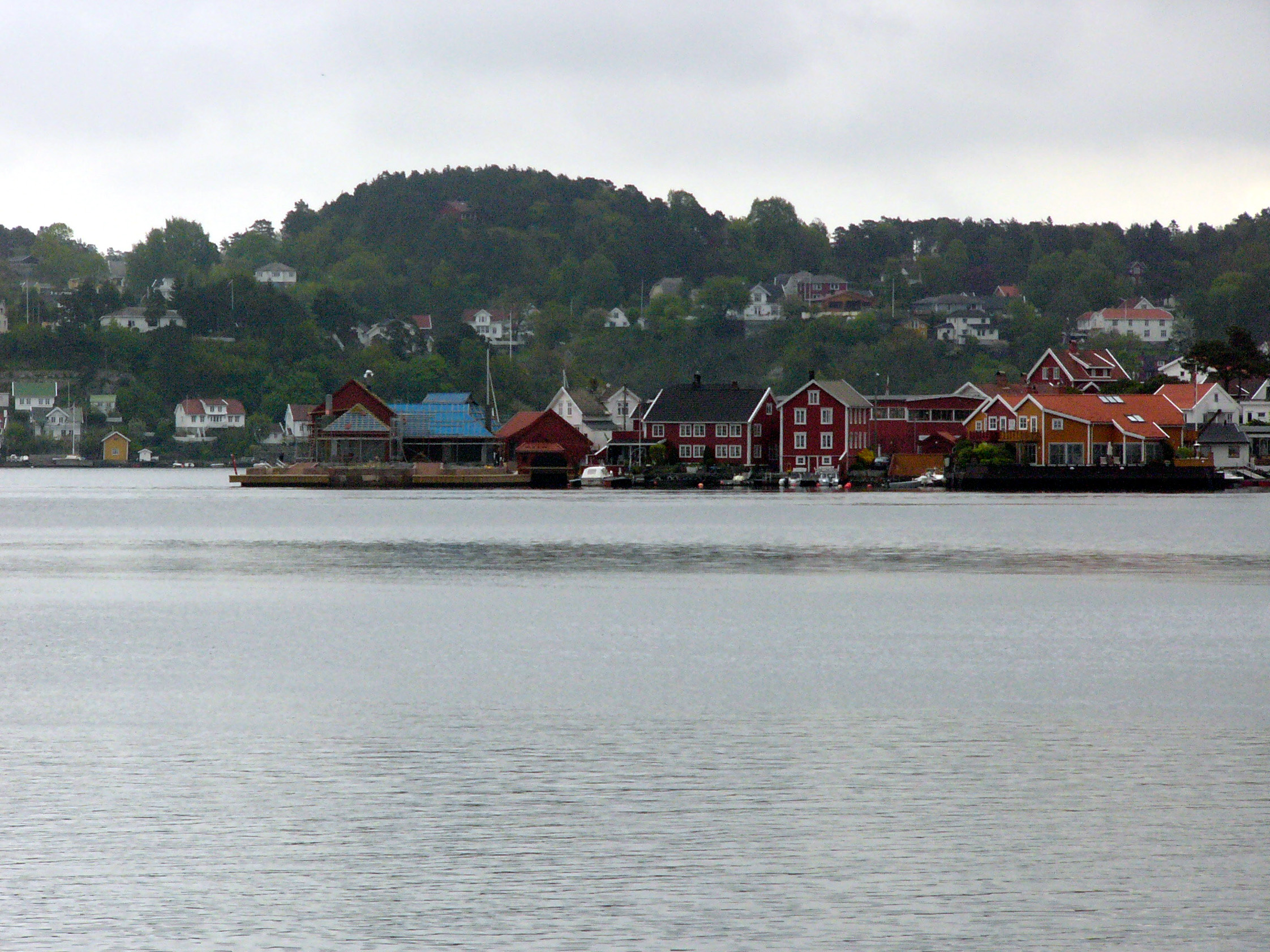
アーレンダール
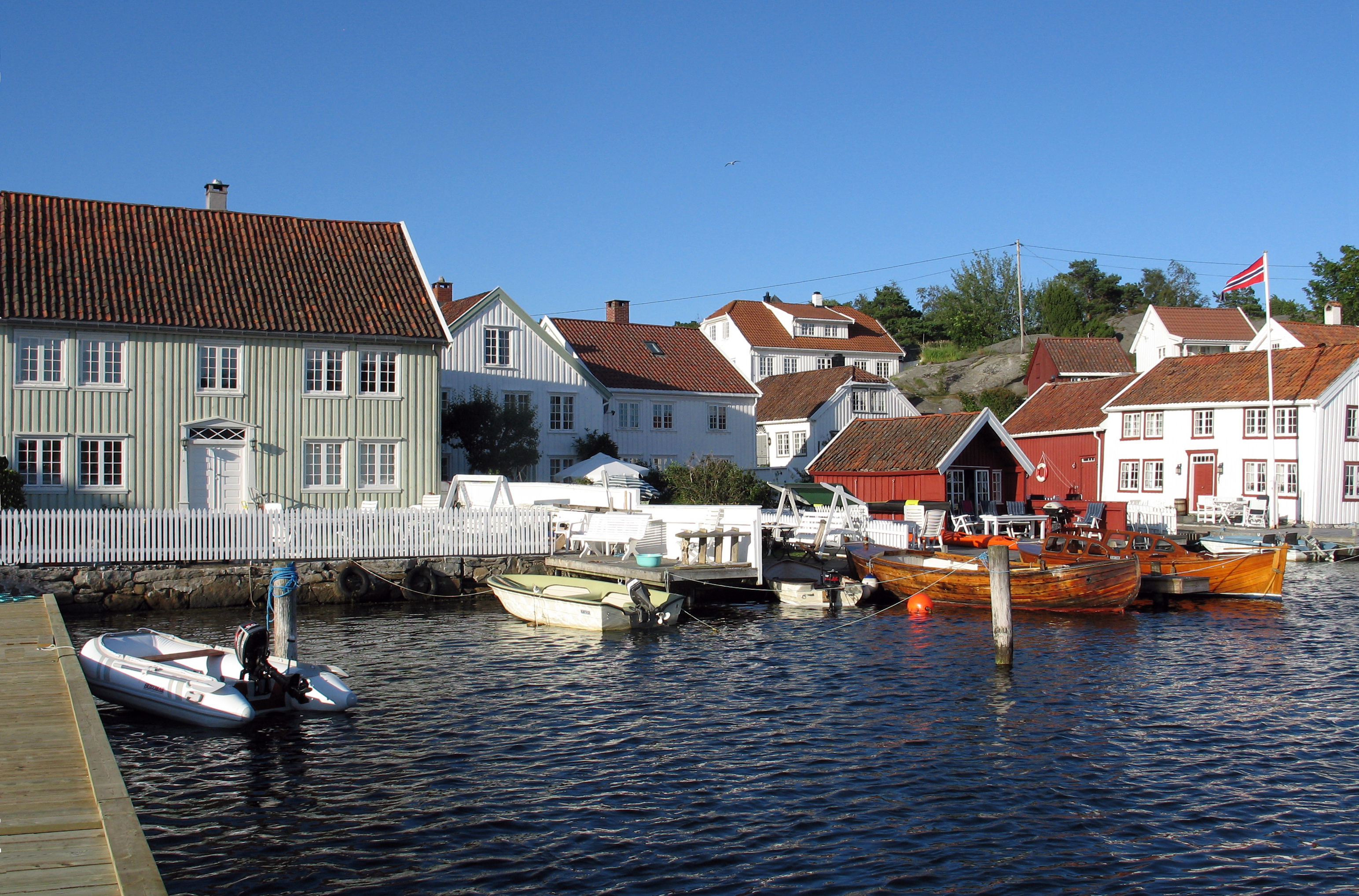
ブレッケスト
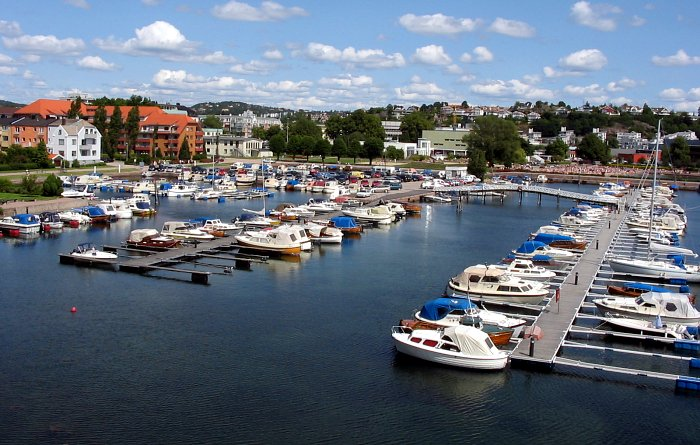
クリスチャンサン港